# Автошлях Т 2618
Автошля́х Т 2618 — автомобільний шлях територіального значення у Чернівецькій області. Пролягає територією Чернівецького району через Кіцмань—Киселів—Степанівку. Загальна довжина — 23,5 км.

## Маршрут
Автошлях проходить через такі населені пункти:
| Автошлях Т 2618     |        |
| Чернівецька область |        |
| Чернівецький район  |        |
| Кіцмань             | E85М19 |
| Суховерхів          |        |
| Давидівці           |        |
| Ставчани            |        |
| Киселів             |        |
| Степанівка          | Т 2615 |